# Circocephalus
Circocephalus är ett släkte av insekter. Circocephalus ingår i familjen gräshoppor.
Kladogram enligt Catalogue of Life:
| Circocephalus | \| \| Circocephalus indica \| \| \| \| \| \| Circocephalus maculatus \| \| \| \| \| \| Circocephalus microptera \| \| \| \| |
|               | \| \| Circocephalus indica \| \| \| \| \| \| Circocephalus maculatus \| \| \| \| \| \| Circocephalus microptera \| \| \| \| |
|               | Circocephalus indica |
|               | |
|               | Circocephalus maculatus |
|               | |
|               | Circocephalus microptera |
|               | |